# Надводный борт

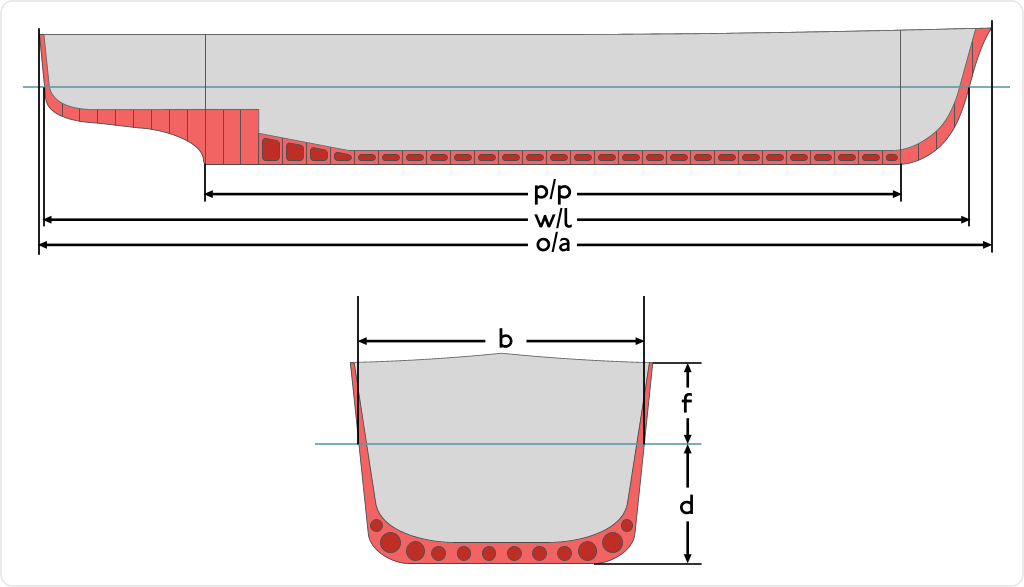
Надводный борт (f)

Надво́дный борт, согласно определению изложенному в Международной конвенции о грузовой марке 1966 года (англ. International Convention on Load Lines(ICLL)) — это расстояние, измеренное отвесно на миделе от верхней кромки палубной линии до верхней кромки соответствующей грузовой марки. Запас плавучести судна непосредственно связан с высотой надводного борта и как следствие с безопасностью судна. Минимальный надводный борт обеспечивает судну запас плавучести, достаточный для безопасного плавания в определенных районах в определенное время года.

## Предпосылки
До разработки и введения в силу Международной конвенции о грузовой марке 1966 года не существовало каких-либо правил и требований для обеспечения минимально безопасного надводного борта. Судовладельцы и фрахтователи были заинтересованы загрузить судно как можно больше. Это увеличивало прибыли, которые можно было получить с рейса. История судовождения знает немало случаев, когда суда тонули из-за перегрузки с большими человеческими жертвами. Только в Великобритании за полтора десятилетия (с 1854 по 1870 годы) произошло 5, вызвавших резонанс катастроф, причиной которых считается перегруз судна:
| Название судна   | Дата гибели       | Погибших |
| ---------------- | ----------------- | -------- |
| «Сити оф Глазго» | Март 1854 года    | 480      |
| «Пасифик»        | Январь 1856 года  | 186      |
| «Темпест»        | Февраль 1857 года | 150      |
| «Лондон»         | Январь 1866 года  | 244      |
| «Сити оф Бостон» | Январь 1870 года  | 177      |

Сколько погибло судов в другое время и в других странах по причине перегруза неизвестно.

## Прения в английском парламенте
Еще до гибели «Сити оф Бостон» в 1869 году в английском парламенте обсуждался вопрос об ограничении осадки грузовой маркой. Но представленный законопроект не был одобрен.Однако в следующем году исчез «Сити оф Бостон». На заседании Королевского общества кораблестроителей его президент лорд Хэмптон заявил: «По делу „Сити оф Бостон“ мы склонны считать причиной его гибели перегрузку».
В 1871 году парламент издал декрет по которому в английских портах была учреждена должность регистраторов, наблюдавших и фиксировавших осадки всех выходивших из порта британских судов, однако никакого ограничения осадки судна парламентский декрет не предусматривал, и судовладельцы продолжали грузить суда по своему усмотрению.

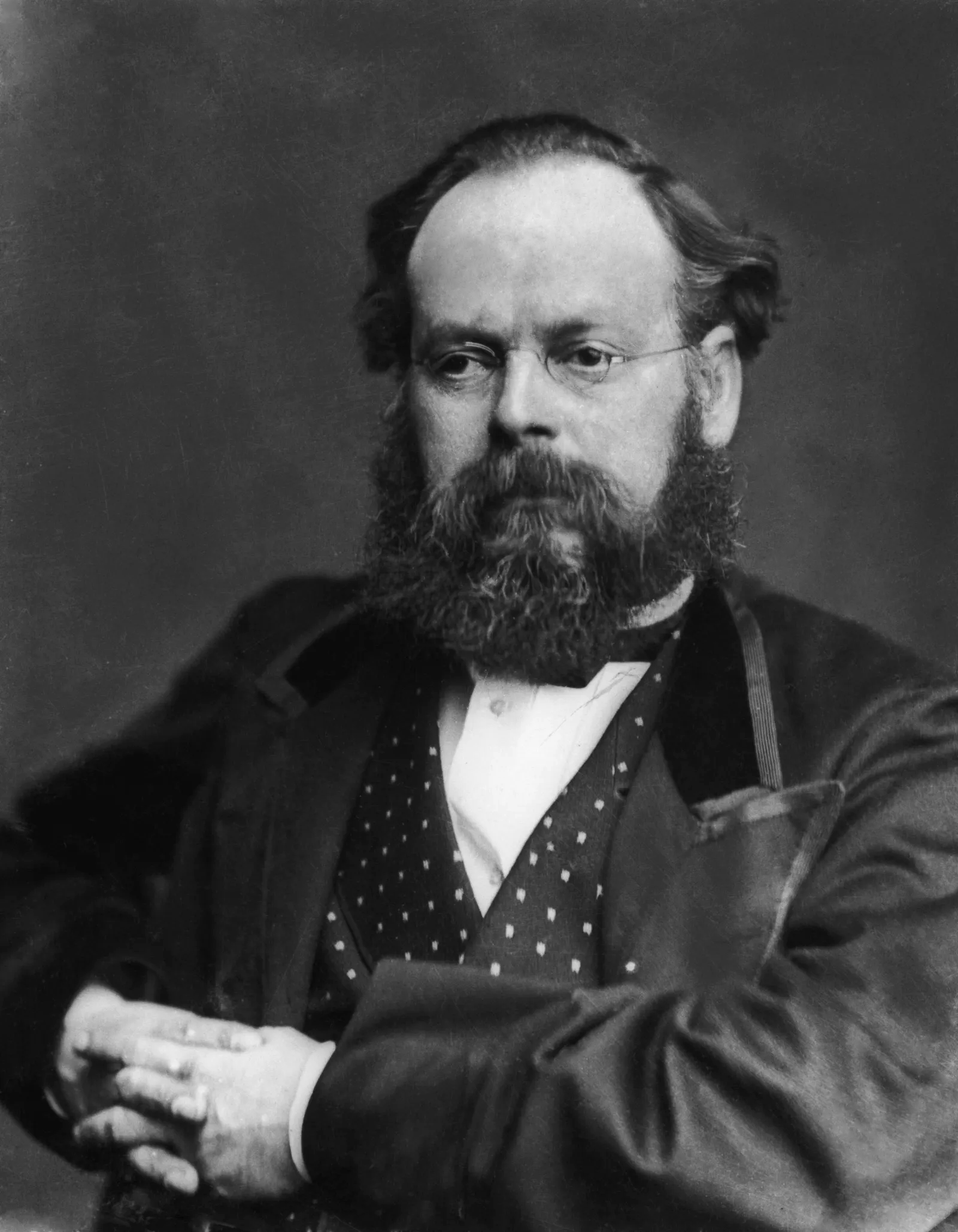
Самуэль Плимсоль

В 1872 году член парламента от графства Дерби Самуэль Плимсоль заинтересовался вопросом о перегрузке судов. Он изучил собранные факты о систематической перегрузке судов и статистику о катастрофах и на основании этих материалов в 1873 году издал книгу «Наши моряки». Неприглядная картина тогдашнего судоходства в Англии взбудоражила общественное мнение страны и правительство вынуждено было назначить так называемую «Королевскую комиссию по немореходным судам».
Летом 1875 года Плимсолем был внесен в парламент законопроект, предоставлявший правительству широкие права наблюдения над торговыми судами. В нем предусматривалось, что каждое британское судно, перевозящее грузы, должно иметь указатель допустимой осадки, которая бы определялась не судовладельцами, а классификационным обществом. Ярыми противниками законопроекта оказались представители его же партии либералов — крупные судовладельцы, которым введение закона о нормах погрузки судов было просто невыгодно с финансовой точки зрения. Дебаты по этому законопроекту были настолько жаркими, что за оскорбление парламента Плимсоль был лишен на неделю допуска на заседания и был вынужден публично просить у палаты общин извинения. Однако усилия Плимсоля не пропали даром. На волне скандала в парламенте общественное мнение было вновь привлечено к проблеме. Плимсоль стал популярным среди английских моряков и даже в парламенте приобрел сторонников. 14 августа 1876 года, на очередных слушаниях, законопроект о грузовой марке, предложенный Плимсолем, наконец был принят.

## Дальнейшее развитие
Принятый английским парламентом законопроект о грузовой марке был очень несовершенным. Хотя он и предписывал всем судам иметь на обоих бортах нанесенные палубную линию и круг с горизонтальной чертой по центру, которая указывала допустимую осадку, но не устанавливал правил, по которым эта осадка рассчитывалась. Недобросовестные судовладельцы могли рисовать её там, где вздумается. Кроме того не учитывались нюансы, связанные с тем, что суда работали в разных районах мирового океана, в разных погодных и календарных условиях и в водах с разной плотностью (солёной и пресной). Кроме того, правила действовали только в английских портах, и английские суда, заходившие в иностранные порты стран, где подобные правила не были установлены продолжали игнорировать их. В течение первой трети XX века, законы о грузовой марке были приняты в некоторых других морских державах (Испании, Канаде, Греции, Аргентине, СССР и США). Однако каждая страна вводила свои правила, не было единого стандарта к требованиям.
Первая международная конференция по грузовой марке собралась в 1930 году. Когда она закончила свою работу, в Лондоне 5 июля 1930 года, представителями более чем сорока морских стран Международная конвенция о грузовой марке была подписана.

## Международная Конвенция о грузовой марке 1966 года
5 апреля 1966 года в Лондоне была подписана новая Конвенция о грузовой марке от 1966 года, которая (с поправками, принятыми на различных последующих конференциях) действует в настоящее время. Эта конвенция установила единый порядок для всех судов мира для определения минимальной высоты надводного борта. По ее положению все моря и океаны вследствие различных гидрометеорологических условий плавания подразделяются на зоны и сезонные районы. Причём, под зонами понимают такие морские районы, где круглый год действует одна грузовая марка — или летняя, или тропическая. Также этой конвенцией был установлен единый для всех судов стандарт для вычисления и маркировки допустимого надводного борта.

## Сезонные зоны и районы
Международная Конвенция о грузовой марке 1966 года установила зоны с различными гидрометеорологическими условиями.
Для каждой зоны определены координаты и каждой зоне соответствует своё допустимое минимальное значение надводного борта.
Кроме того существуют сезонные районы, которые в зависимости от времени года могут относиться к различным зонам.
Минимальный надводный борт для каждой зоны обозначен на грузовой марке.

## Грузовая марка и диск Плимсоля
Для удобства определения и контроля за соответствием загрузки судна требованиям Международной Конвенции о грузовой марке 1966 года
разработана специальная грузовая марка. Она представляет собой кольцо с наружным диаметром 300 мм и шириной 25 мм, которое пересекается горизонтальной линией длиной 450 мм и шириной 25 мм так, что верхняя кромка этой горизонтальной линии проходит через центр кольца. Центр кольца должен быть помещен на миделе судна и на расстоянии, равном назначенному летнему надводному борту, измеренному вертикально вниз от верхней кромки палубной линии. Это кольцо называется диском Плимсоля, как признание заслуг Самуэля Плимсоля. Оно дополнительно маркируется буквами, обозначающими наименование Регистра, под которым судно зарегистрировано. Наиболее часто встречаются аббревиатуры:

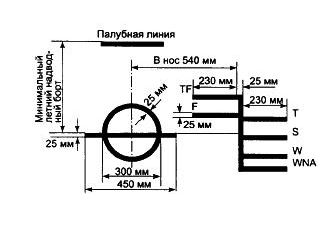
Грузовая марка

- LR — Lloyd Register (Великобритания)
- BV — Bureau Veritas (Франция)
- AB — American Bureau of Shipping (США)
- NK — Nippon Kaiji Kyokai (Япония)
- GL — Germanischer Lloyd (Германия)
- NV — Det Norske Veritas (Норвегия)
- РС — Регистр СССР и РФ

После слияния Det Norske Veritas и Germanischer Lloyd появился новый регистр DNV GL и новая аббревиатура на грузовой марке — VL
В дополнение к диску Плимсоля в направлении носа судна наносится гребёнка с дополнительными линиями, соответствующими загрузке судна при плавании в различных зонах.
Грузовая марка наносится на оба борта судна на миделе.

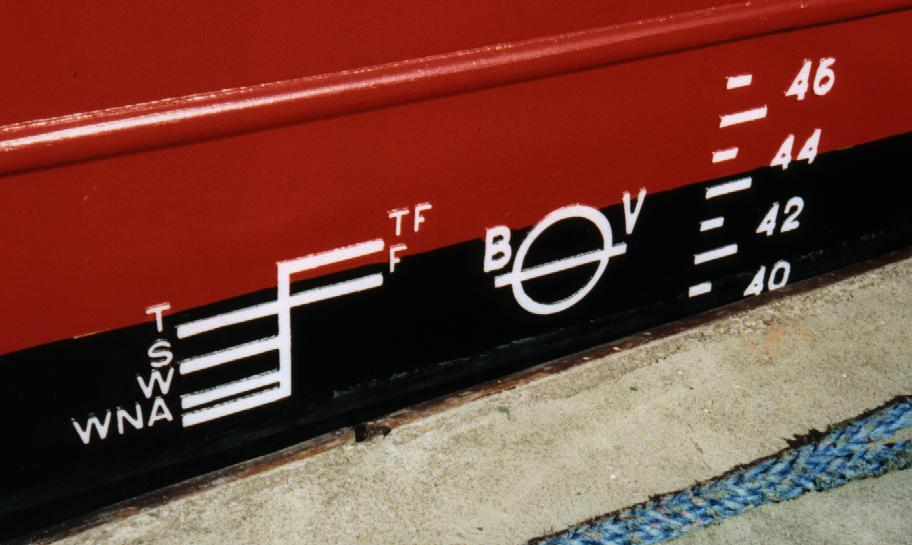
Грузовая марка судна под регистром Bureau Veritas

## Сертифицирование
Каждое судно раз в 5 лет проходит освидетельствование, что оно соответствует требованиям, изложенным в Международной Конвенции о грузовой марке 1966 года. По результатам освидетельствования судну выдается сертификат на 5 лет. В сертификате указываются требования, предъявляемые к данному судну, в том числе расположение грузовой марки.